# Pidonia chairo
Pidonia chairo là một loài bọ cánh cứng trong họ Cerambycidae.